# Timberline Lodge
Die Timberline Lodge ist ein Gebirgshotel im Clackamas County im US-Bundesstaat Oregon.

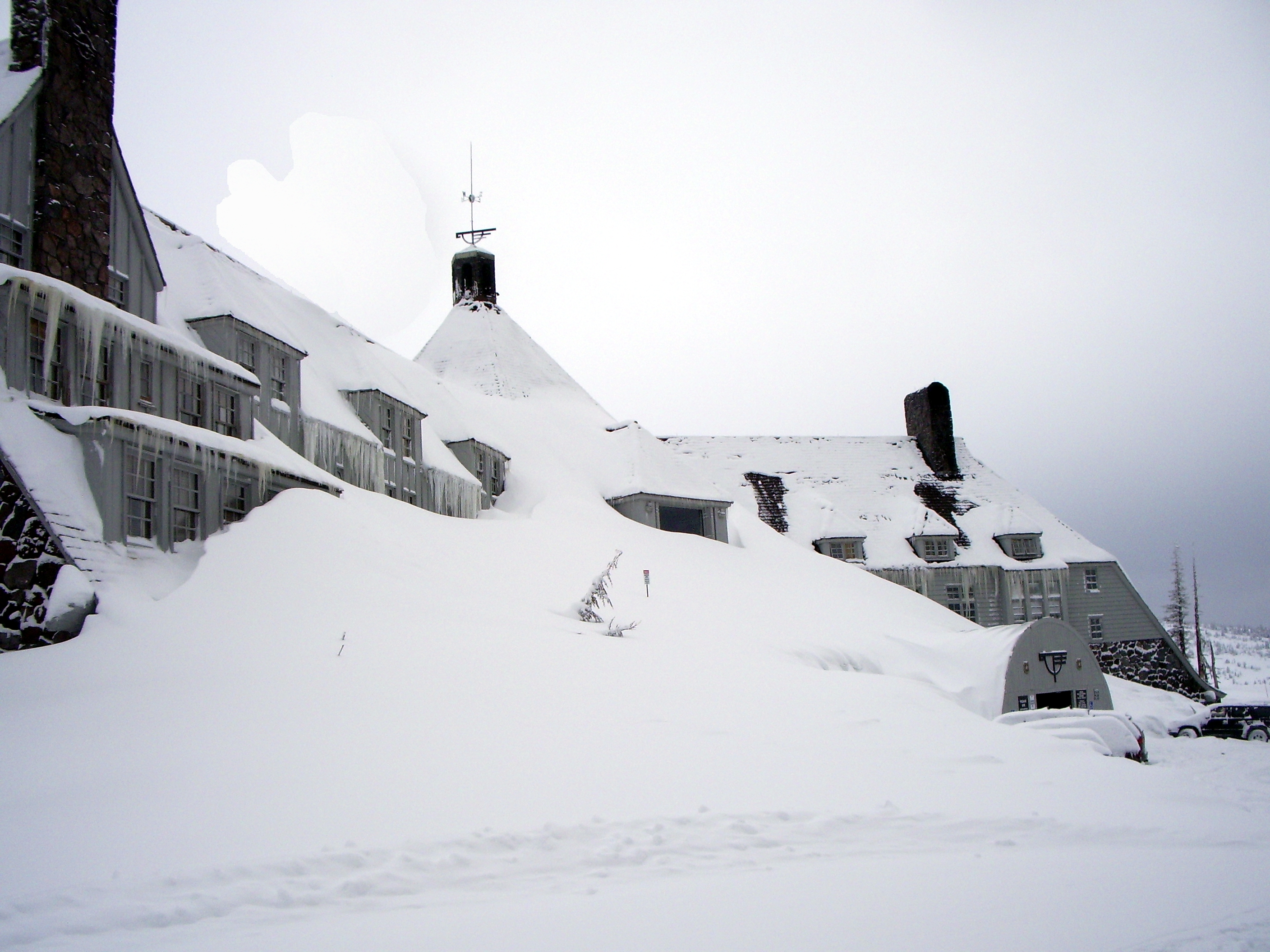
Die Timberline Lodge im Winter 2006

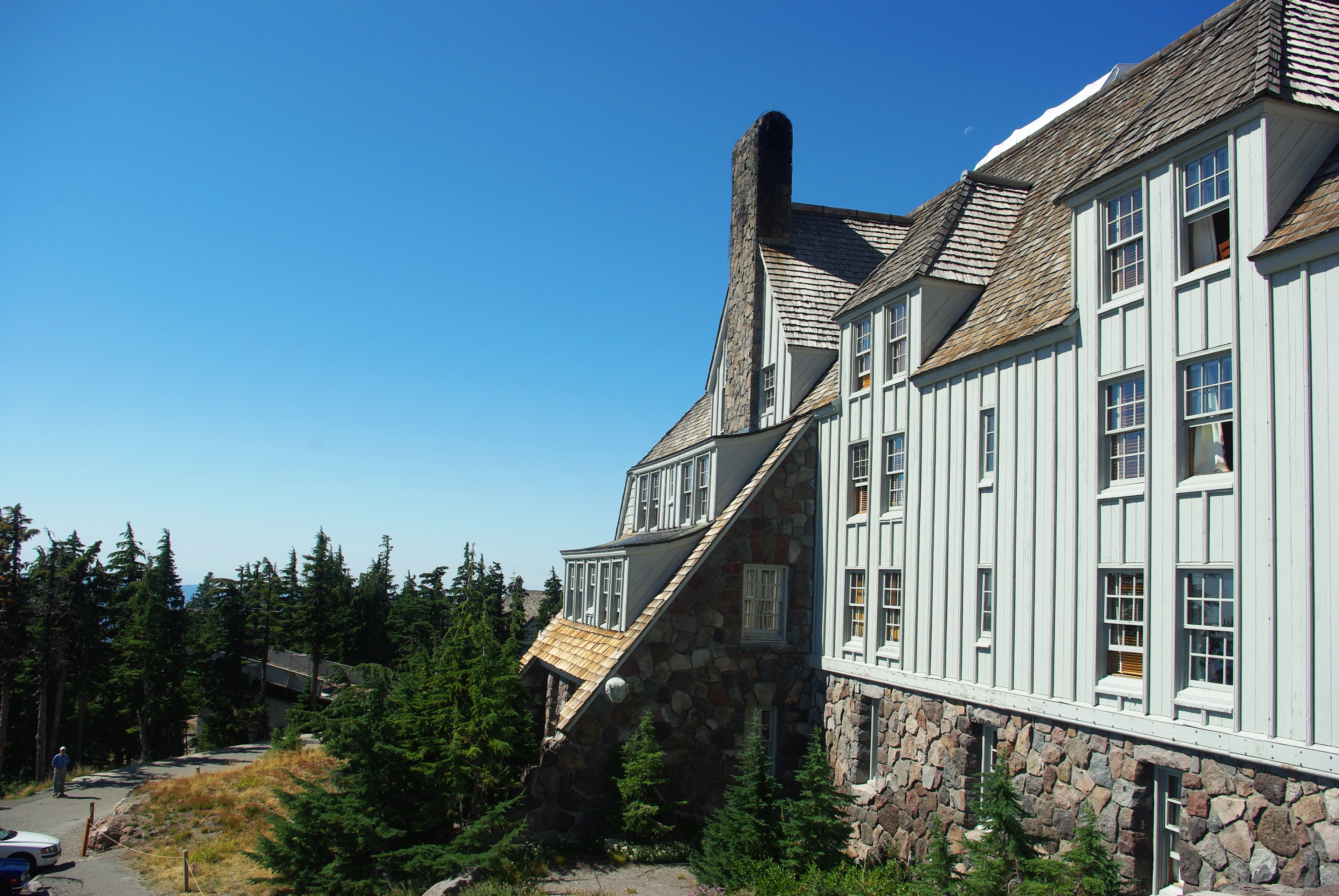
Südseite des Timberline Lodge im Herbst 2009

## Lage
Die Timberline Lodge liegt auf einer Höhe von 1830 Metern an der Südflanke des Mount Hood und ist über eine asphaltierte Straße erschlossen. Ein Sessellift führt von dort in den Wald, ein Skilift auf die auch im Sommer befahrbaren Skipisten.

## Geschichte
Als Arbeitsbeschaffungsmaßnahme im Rahmen des New Deal wurde der Bau der Timberline Lodge ab 1935 mit fast 1 Mio. US-Dollar aus Mitteln der Works Progress Administration finanziert. Die Entwürfe für die Lodge stammen von Gilbert Stanley Underwood. Er entwarf das sechseckige Hauptgebäude, von dem zwei dreistöckige, asymmetrische Flügel abgehen, zusammen mit Architekten des U.S. Forest Service im rustikalen, asymmetrischen Stil der Nationalparklodges. Das aus Holz und Natursteinen errichtete Gebäude gilt unter den Objekten der Works Progress Administration als eines der herausragendsten Beispiele der Gebirgsarchitektur.
Die Arbeiter für den Bau wurden von der Works Progress Administration gestellt, ein Teil der Arbeiten wie Straßenbau oder Erdaushub wurden von Arbeitern des Civilian Conservation Corps ausgeführt. Die Inneneinrichtung wurde von Margery Hoffman Smith, stellvertretende Direktorin für das Federal Art Projekt in Oregon, entworfen. Sie entwarf die hölzernen Möbel, die Metallbeschläge und Textilien für ein einzigartiges Berghotel. Die Gemälde und Schnitzarbeiten in der Lodge wurden von einigen der damals besten Künstler Oregons ausgeführt. Am 28. September 1937 wurde die Lodge von US-Präsident Franklin D. Roosevelt eingeweiht, der zusammen mit seiner Frau Eleanor nach Oregon gereist war. Die Lodge wurde im Januar 1938 dem Forest Service übergeben und am 4. Februar 1938 für das Publikum geöffnet. Während des Zweiten Weltkriegs war die Lodge geschlossen. Da die Lodge nicht ausreichend gewartet wurde, wurde dem Forest Service 1955 die Bewirtschaftung entzogen und an Richard L. Kohnstamm übertragen. Kohnstamm renovierte die Lodge, richtete ein Skischulprogramm ein und organisierte Veranstaltungen, die die Lodge in Oregon populär werden ließen. Seit November 1973 ist die Timberline Lodge als Bauwerk im National Register of Historic Places verzeichnet. Im Dezember 1977 erhielt sie den Status eines National Historic Landmarks. Die Erben von Kohnstamm betreiben die Lodge, die von zwei Millionen Besuchern jährlich besucht wird, noch heute.

## Trivia
Das Gebäude diente als Kulisse für einige Spielfilme; darunter Meuterei am Schlangenfluß (1952), All the Young Men (1960), Hear No Evil (1993) und Stanley Kubricks Shining (1980).